# Batalla de Fort Blakely
La Batalla de Fort Blakeley tuvo lugar del 2 al 9 de abril de 1865 en el condado de Baldwin (Alabama), casi 6 millas (9,7 km) al norte de Spanish Fort, como parte de la campaña de Mobile de la Guerra de Secesión. En ese momento, Blakeley, Alabama había sido la sede de condado de Baldwin County.
La de Blakeley fue la última gran batalla de la Guerra Civil, con la rendición del fuerte pocas horas después de que Grant derrotara a Lee en Appomattox en la mañana del 9 de abril. Mobile fue el último puerto confederado importante en ser capturado por las fuerzas de la Unión, el 12 de abril de 1865. Después del asesinato de Abraham Lincoln el 15 de abril, otras rendiciones confederadas continuaron hasta el 23 de junio de 1865, finalizando con la de Stand Watie. 

## Curso de la batalla

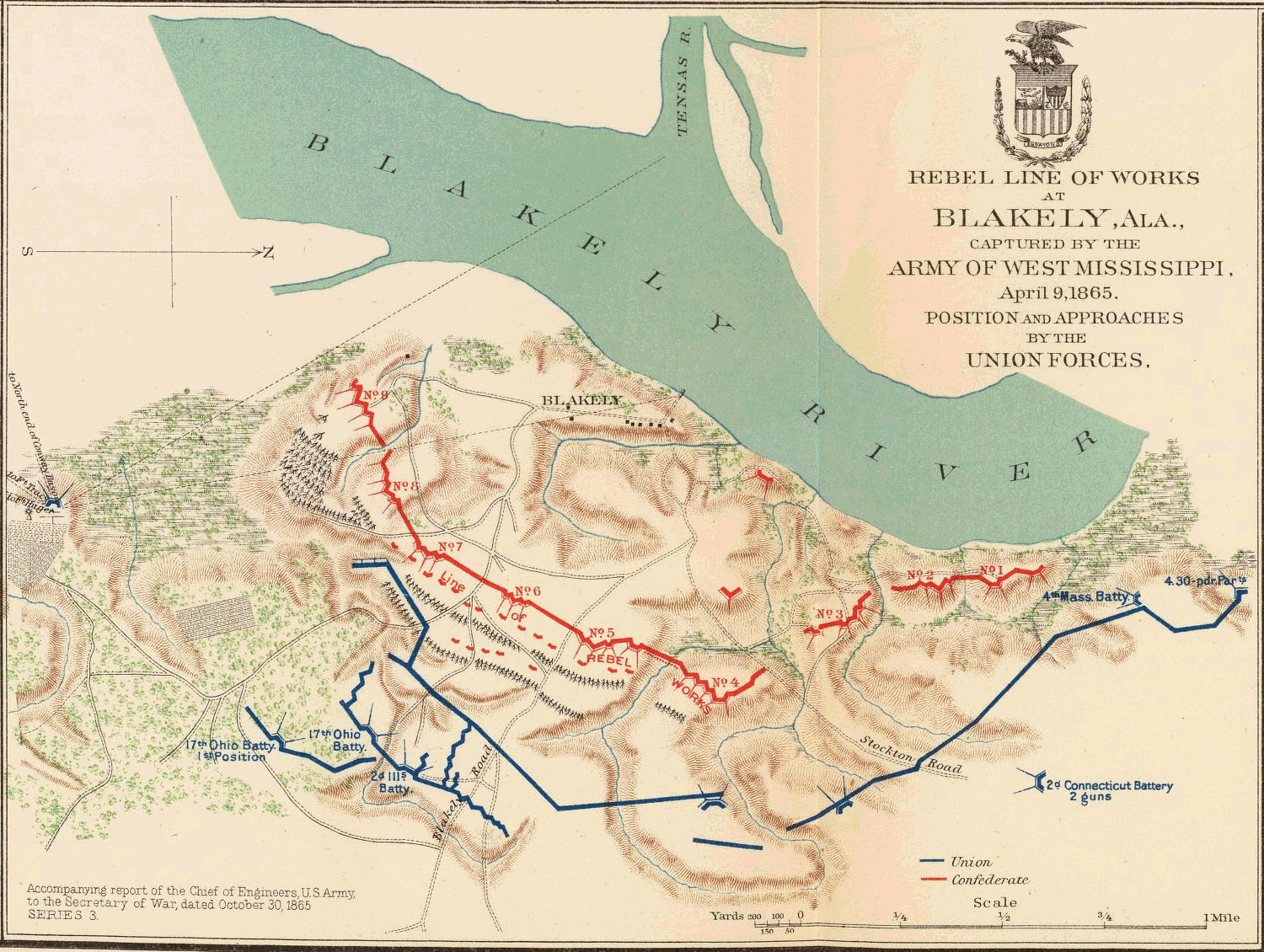
Posiciones de las unidades involucradas

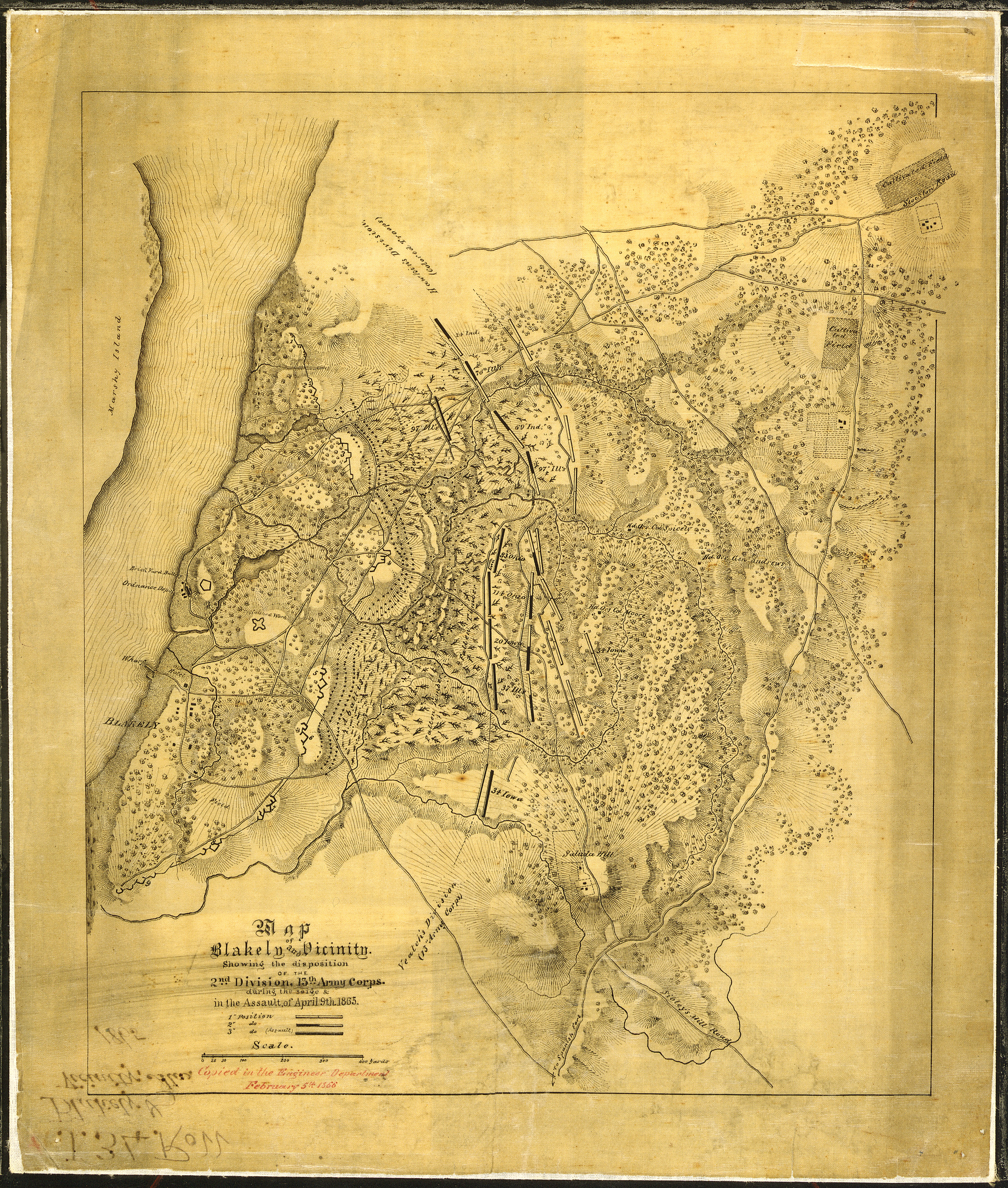
Position of 2nd Division, 13th Army Corps

Las fuerzas de la Unión del mayor general Edward Canby, el  XVI y XIII Corps, se movieron a lo largo de la costa este de Mobile Bay, obligando a los (Confederados) a volver a sus defensas. Las fuerzas de Unión se concentraron en Spanish Fort y el cercano Fort Blakeley. Para el 1 de abril, las fuerzas de la Unión habían envuelto Spanish Fort, liberando así más tropas para concentrarse en Fort Blakeley. Las fuerzas de la Unión construyeron tres anillos de movimientos de tierra acercándose cada vez más hasta casi  1 yarda (0,9 m) desde el frente de Fort Blakely. El brigadier general confederado St. John R. Liddell, con unos 4000 hombres, resistió contra la fuerza de la Unión mucho más grande hasta que Spanish Fort cayó el 8 de abril en la Batalla de Spanish Fort. Esto permitió a Canby concentrar 16 000 hombres para el ataque del 9 de abril, dirigido por John P. Hawkins. Un gran número rompió los movimientos de tierra confederados, lo que obligó a los confederados, incluido Liddell, a rendirse en unos 30 minutos en el asalto final después de las 5:30 p. m. .
Las cifras de bajas son aproximadas, pero se estima que 75 soldados confederados murieron, más de 2.800 fueron capturados y 150 soldados de la Unión murieron y 650 resultaron heridos durante el asedio y el asalto. El asedio y la captura de Fort Blakeley fue básicamente la última batalla de fuerzas combinadas de la guerra. Sin embargo, es criticado por algunos (como Ulysses S. Grant) como una contribución ineficaz al esfuerzo de guerra de la Unión debido a la tardanza de Canby en contratar a sus tropas. La batalla se libró en realidad horas después de que el General confederado Robert E. Lee se rindiera en Appomattox. La batalla se considera la última gran batalla de la Guerra Civil. con la excepción de la Batalla de Columbus, Georgia, luchó unos días después. Las fuerzas afroamericanas jugaron un papel importante en el exitoso ataque de la Unión, con 5000 tropas de color de la Unión U.S.C.T. traídas a Pensacola,Florida.
Dos días después, las dos baterías de islas cercanas en el río Blakeley fueron abandonadas.
Después de esta batalla, las fuerzas de la Unión finalmente pudieron ocupar la ciudad de Mobile, Alabama el 12 de abril de 1865.

## Legado
El sitio de la batalla es ahora un parque histórico, Historic Blakeley State Park. El Civil War Trust, una división del American Battlefield Trust, ha salvado 67 acres del campo de batalla de Fort Blakeley en asociación con la Historic Blakeley Foundation.